# Sajan

Henryk VIII w sajanie (pod wierzchnim okryciem)

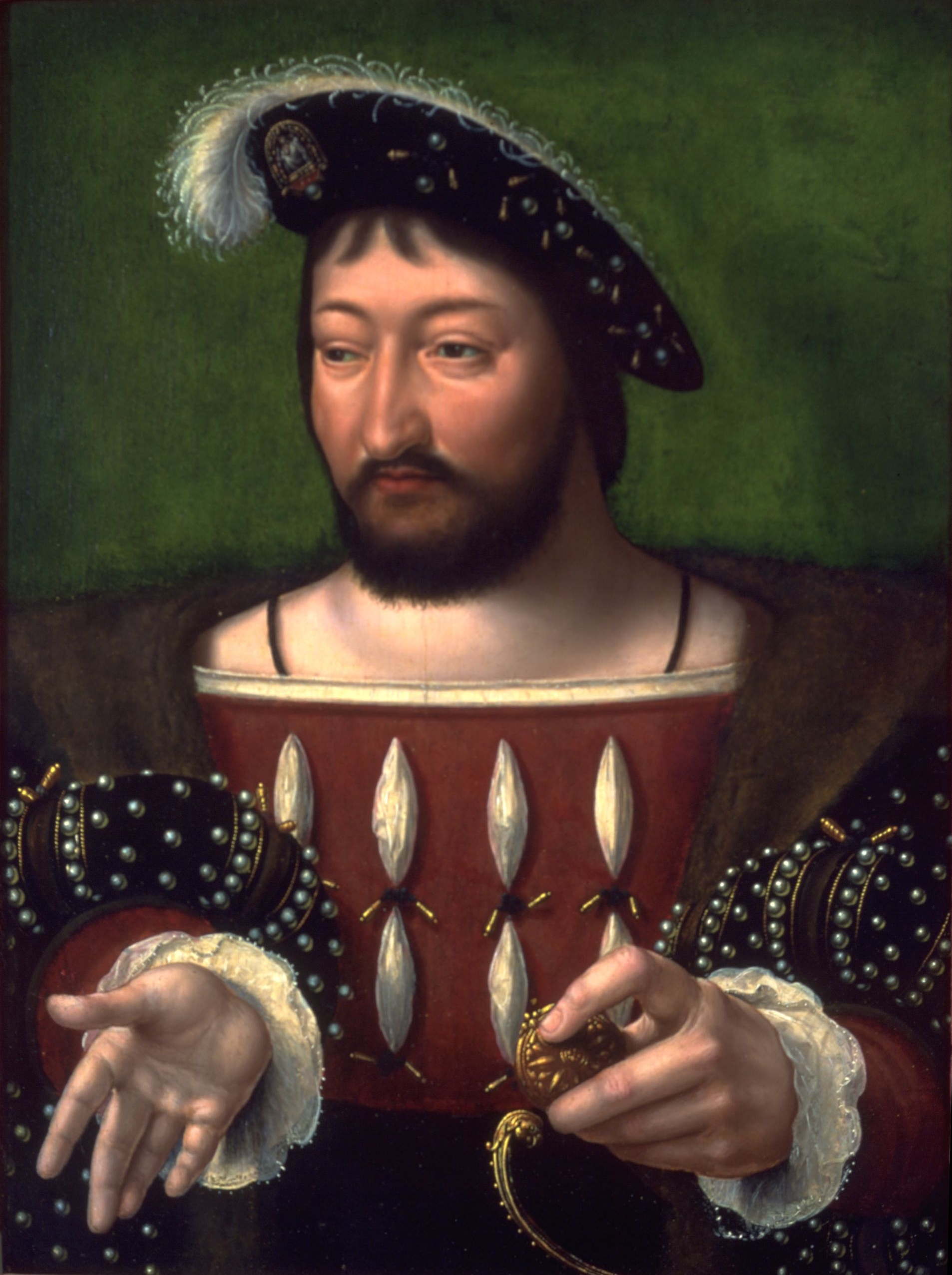
Franciszek I w sajanie

Sajan (wł. saione od saio – płaszcz żołnierski, habit) – rodzaj kaftana, ubiór męski rozpowszechniony w epoce renesansu.
Powstały we Włoszech we wczesnym okresie renesansu, podstawowy wierzchni ubiór męski, nakładany na cienką koszulę (zwykle z niewielkimi kryzami wokół szyi i dłoni). Był rodzajem długiego kaftana bądź sukni z szerokim kwadratowym wycięciem (dekoltem) u góry, z reguły do pasa obcisłej, z doszytą, krótką, fałdzistą spódniczką (baskiną) z klinów, sięgającą do połowy uda. Jego szerokie bufiaste rękawy obciśnięte były wąskimi taśmami w połowie ramienia i w dolnej części przedramienia. Ubiór ten zdobiono szerokimi naszywanymi pasami z wzorzystej tkaniny lub haftu.
Krój sajana odsłaniał koszulę, która w tym stroju z dotychczas ukrytej bielizny spodniej stała się ozdobnym elementem męskiego ubioru. Nacięcia rękawów kaftana uwidaczniały szytą z bardzo cienkiego płótna koszulę, której przód dodatkowo ozdobnie marszczono wokół szyi. 
Sajan był ubiorem spopularyzowanym w wyższych warstwach społecznych (głównie wśród rycerstwa, dworzan i zamożnego mieszczaństwa), noszonym aż do XVII wieku. Za jego przekształconą w Niemczech kontynuację uważa się przejęty z Hiszpanii wams. W Polsce również noszony przez dworzan i żołnierzy w epoce Odrodzenia, stanowił widoczne świadectwo wpływów italskich na modę polską w czasach królowej Bony.

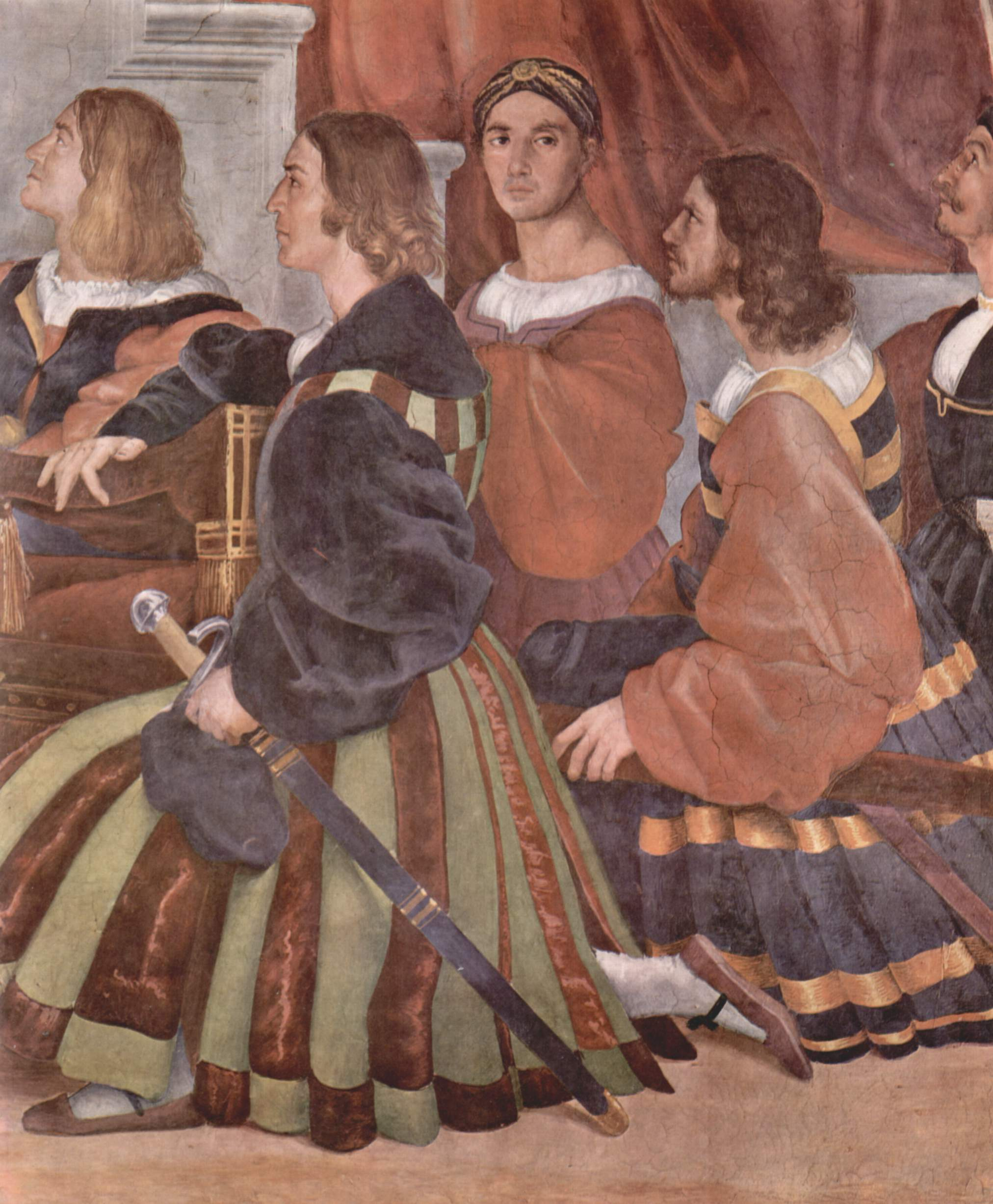
Dworzanie w sajanach (z fresku Rafaela)
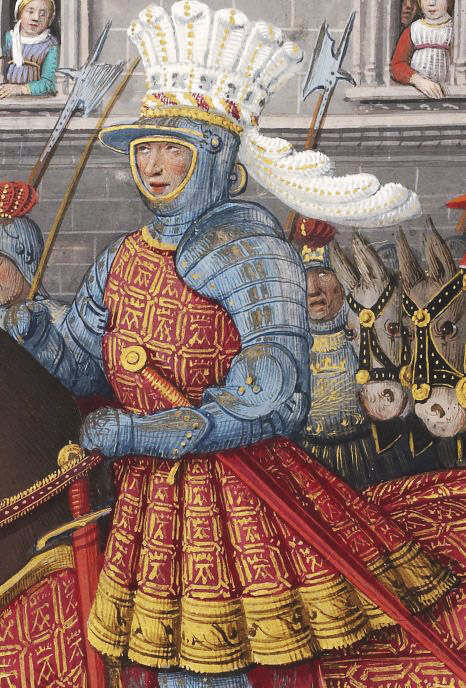
Sajan „pod zbroję” (Ludwik XII)
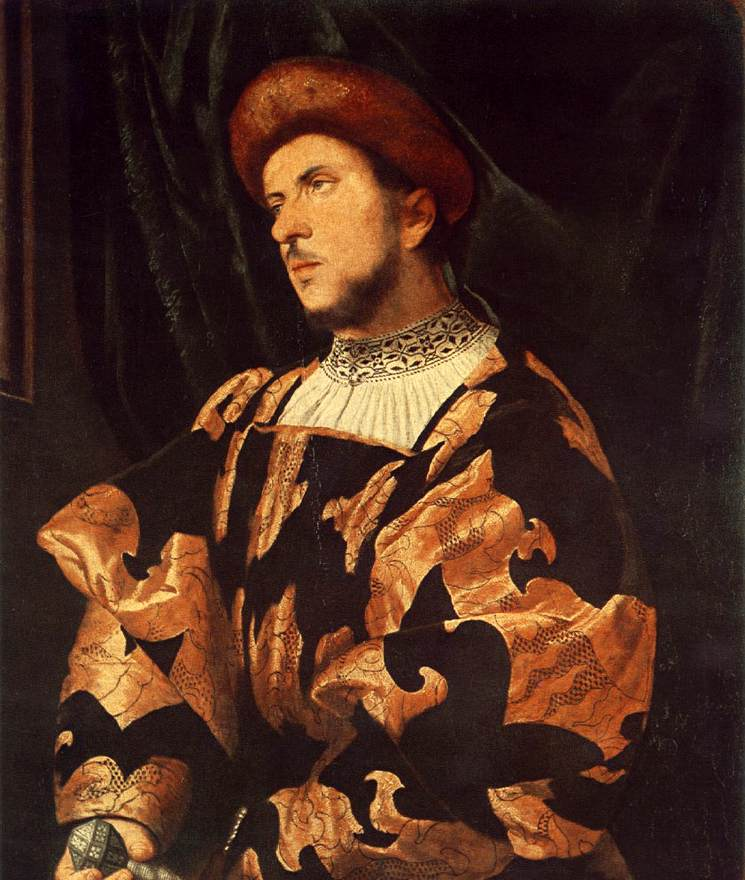
Sajan włoski, z obszernymi luźnymi rękawami